# Evarcha albaria
Evarcha albaria là một loài nhện trong họ Salticidae.
Loài này thuộc chi Evarcha. Evarcha albaria được Ludwig Carl Christian Koch miêu tả năm 1878.

## Hình ảnh

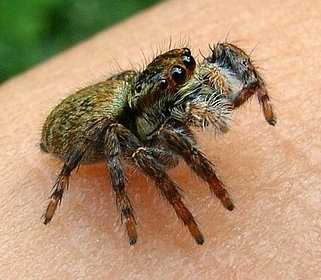
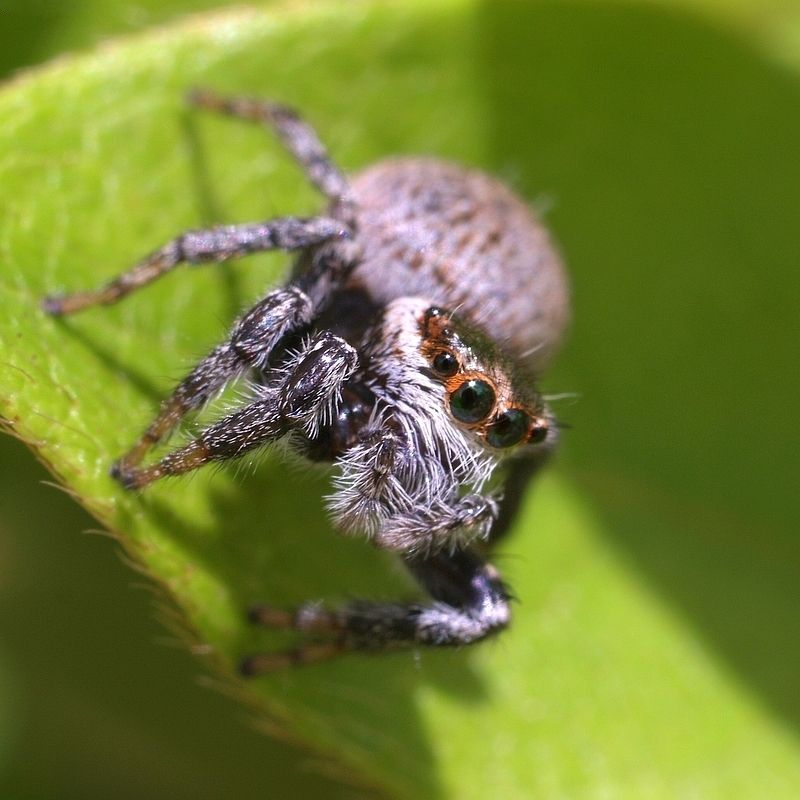
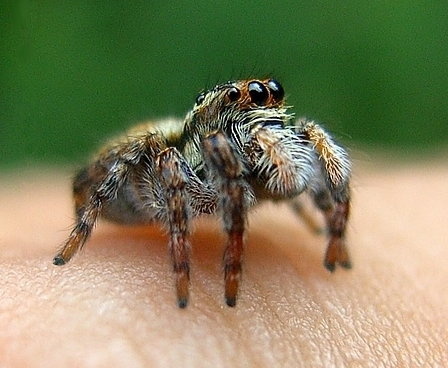
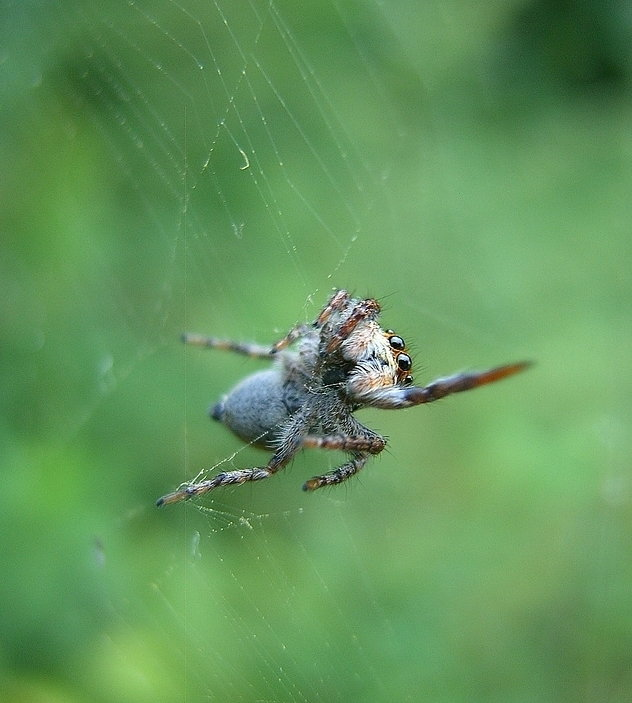